# 208省道 (河南省)
河南208省道，名称为田庙－界沟公路，简称田界线，是一条河南省的南北向省级干线公路。208省道全线均位于商丘市虞城县境内。

## 路线
208省道全线均位于商丘市虞城县境内，起点位于河南省与山东省交界处（K0+000），途经虞城县利民镇、虞城县城、刘店乡、杜集镇，终点位于界沟镇与安徽省亳州市交界处（K73+947）,全线呈南北走向，长73.947公里，为平原区二级公路。该线设计速度为80公里/小时，路面宽度为12米，路基宽度采用值为整体式路基为14米，沥青混凝土路面。
与208省道相交的主要干线公路包括：
- 310国道
- 343国道
- 连霍高速（虞城出口）
- 317省道
- 319省道
- 320省道